# Abrochia obsoleta
Abrochia obsoleta là một loài bướm đêm thuộc phân họ Arctiinae, họ Erebidae.